# Scopula persimilis
Scopula persimilis är en fjärilsart som beskrevs av George Duryea Hulst 1898. Scopula persimilis ingår i släktet Scopula och familjen mätare. Inga underarter finns listade.